# Demoreptus
Demoreptus is een geslacht van haften (Ephemeroptera) uit de familie Baetidae.

## Soorten
Het geslacht Demoreptus omvat de volgende soorten:
- Demoreptus capensis
- Demoreptus monticola
- Demoreptus natalensis